# Eye of the Wind
Le Eye of the Wind est un ancien caboteur allemand de 40 m, deux mâts à voiles et coque acier, construit en 1911. Goélette à hunier dans son gréement d'origine, il est transformé en brigantin. Son port d'attache actuel est Jersey dans les Îles Anglo-Normandes.

## Histoire[1]
Construit au chantier naval allemand C. Lühring à Brake en 1911, il est lancé comme goélette à huniers sous le nom de Friedrich. Il est utilisé comme cargo sans moteur entre Hambourg, son premier port d'attache, et Rio de la Plata en Amérique du Sud.
De 1963 à 1969, il navigue comme caboteur en mer Baltique. De 1924 à 1926 il porte le nom de Sam (port d'attache : Klamra en Suède). En 1926, il reçoit un moteur à deux-temps et prend le nom de Merry (port d'attache : Stockvik en Suède). En 1955, il subit une tempête sur la côte suédoise. Après réparation il prend le nom de Rose Marie.
En 1970 le navire est endommagé par un incendie de la salle des machines. Il est vendu en 1973 à Adventure Under Sail et réparé. Il est enregistré comme brigantin sous pavillon du Royaume-Uni (port d'attache : Faversham).
Il fait deux fois le tour du monde (1976-78 et 1978-80) lors de l'expédition Opération Drake patronné par le prince Charles. 
Il participe aux tournages de plusieurs films ou série entre 1980 et 1998 et aux Tall Ships' Races  1992 Colombus Regatta , 1996 Cutty Sark (Rostock-Saint Petersbourg-Turku-Copenhage).
En 2000, l'ISCA (International Sailing Craft Association) tente de garder le navire sous pavillon britannique, mais faute de financement il est vendu au Danemark en 2001. Il subit une refonte au chantier naval de Hvide Sande pour être utilisé en yacht privé. Son moteur est changé en 2002.
En 2004 il participe aux Fêtes maritimes de Brest.
En 2009 il est revendu en Allemagne pour servir de voilier-école.
En 2011, il fête son 100e anniversaire lors de la Bremerhaven Kaiserschleuse.
Depuis le 1er juillet 2012 il navigue de nouveau sous le pavillon du Royaume-Uni. Il a participé à la Hanse Sail de Rostock en 2012, 2013 et 2014.

## Le navire au cinéma[2]
- Le Lagon Bleu (1980), ou il apparait sous le nom Northumberland.
- Les Pirates de l'île sauvage (1983), ou il apparait sous le nom Leonora.
- Tai-Pan (1986), ou il apparait sous le nom Morning Cloud et White Witch.
- Lame de fond (1996), ou il apparait sous le nom Albatross.
- Lost at Sea: The Search for Longitude (1998), épisode de série NOVA.

## Galerie photos
|  |  |  |
|  |  |  |
|  |  |  |